# Susumu Hirasawa
Susumu Hirasawa (Japans: 平沢進, Hirasawa Susumu) (Adachi (Tokio), 2 april 1954)  is een Japanse electropopartiest en componist.
In 1972 schreef hij zich in bij het Tokyo Designer Gakuin College. Van 1972 tot 1978 zat hij in zijn eerste band Mandrake, een progressieve-rockband beïnvloed door King Crimson en Yes. In 1979 richtte hij samen met nog twee andere leden van Mandrake een new wave, synth-rock en electropopband op, genaamd P-Model. Zij brachten een hele reeks aan albums uit in de jaren 80, en in 1989 begon Hirasawa met solowerk, terwijl hij ook nog bezig was bij P-Model. In 2004 begon hij ook nog het project Kaku P-Model, wat in feite zijn solowerk was onder de naam van P-Model. Hirasawa is tevens goed bevriend met Jun Togawa.
In de westerse wereld zijn Hirasawa's composities geschreven voor Paprika en Berserk voornamelijk gekend.

## P-Model

### Originele albums
| Nr. | Titel                                   | Datum      |
| --- | --------------------------------------- | ---------- |
| 1   | Water In Time And Space                 | 01-09-1989 |
| 2   | The Ghost in Science                    | 25-05-1990 |
| 3   | Virtual Rabbit                          | 25-05-1991 |
| 4   | Aurora                                  | 25-02-1994 |
| 5   | Sim City                                | 05-08-1995 |
| 6   | Siren                                   | 01-08-1996 |
| 7   | Technique of Relief                     | 21-08-1998 |
| 8   | Philosopher's Propeller                 | 05-10-2000 |
| 9   | Solar Ray                               | 11-10-2001 |
| 10  | Blue Limbo                              | 13-02-2003 |
| 11  | Switched-on Lotus                       | 10-01-2004 |
| 12  | Ice-9                                   | 30-08-2005 |
| 13  | White Tiger Field                       | 02-02-2006 |
| 14  | Planet Roll Call                        | 18-02-2009 |
| 15  | Totsu-Gen-Hen-I                         | 23-06-2010 |
| 16  | Hen-Gen-Jizai                           | 10-11-2010 |
| 17  | The Secret of The Flowers of Phenomenon | 22-11-2012 |
| 18  | The Man Climbing the Hologram           | 18-11-2015 |
| 19  | The 6th Formant                         | 21-12-2017 |
| 20  | Beacon                                  | 28-07-2021 |
| 21  | Rubedo/Albedo                           | 03-02-2023 |

## Als Kaku P-Model (solo)
| Nr. | Titel    | Datum      |
| --- | -------- | ---------- |
| 1   | Vistoron | 07-10-2004 |
| 2   | Gipnoza  | 06-11-2013 |
| 3   | Kai=Kai  | 05-09-2018 |

## Soundtracks
| Nr. | Titel                                                                           | Datum      |
| --- | ------------------------------------------------------------------------------- | ---------- |
| 1   | Detonator Orgun OST 1                                                           | 05-07-1991 |
| 2   | Detonator Orgun OST 2                                                           | 25-10-1991 |
| 3   | Detonator Orgun OST 3                                                           | 25-05-1992 |
| 4   | Kamui Mintara                                                                   | 25-01-1993 |
| 5   | Berserk Original Soundtrack                                                     | 06-11-1997 |
| 6   | Lost Legend - Ushinawareta Densetsu no Tairiku                                  | 25-04-1999 |
| 7   | Sword of the Berserk Original Soundtrack                                        | 15-12-1999 |
| 8   | Millennium Actress Original Soundtrack                                          | 06-09-2002 |
| 9   | Paranoia Agent Original Soundtrack                                              | 12-05-2004 |
| 10  | Paprika Original Soundtrack                                                     | 23-11-2006 |
| 11  | Music For Movies (Eizo no Tame no Ongaku - Susumu Hirasawa Soundtrack no Sekai) | 07-06-2007 |

## Singles
| Nr. | Titel | Datum      |
| --- | --- | ---------- |
| 1   | World Turbine / Solar Ray (世界タービン / ソーラ・レイ, Sekai Tābin / Sōra Rei) | 25-05-1990 |
| 2   | Bandiria Traveling Party (Physical Navigation Version) / Haldyn Hotel (Fractal Terrain Track) (バンディリア旅行団 (Physical Navigation Version) / ハルディン・ホテル (Fractal Terrain Track), Bandiria Ryōkōdan / Harudin Hoteru) | 25-06-1991 |
| 3   | Tamashii no Furusato / Fish Song (魂のふる里／フィッシュ・ソング) | 10-04-1992 |
| 4   | Siren (サイレン～Siren～) | 01-08-1996 |
| 5   | Berserk ~Forces~ | 01-11-1997 |

## Video's
| Nr. | Titel | Datum      |
| --- | --- | ---------- |
| 1   | Error [エラー] | 21-06-1990 |
| 2   | Making of Tokyo Paranesian | 1994       |
| 3   | Hirasawa 3 Curtains, 3 Hours - Upper (平沢三幕三時間 上, Hirasawa San Tobari San Jikan Ue)                                                                                       | 1994       |
| 3   | Hirasawa 3 Curtains, 3 Hours - Lower (平沢三幕三時間 下, Hirasawa San Tobari San Jikan Shita)                                                                                    | 1994       |
| 4   | Sim City Tour 1995-9-6 Tokyo Shibuya Kokaido (Sim City Tour 1995-9-6 東京渋谷公会堂)                                                                                             | 1995       |
| 5   | Interactive Live Show Kakū no Soprano (Interactive Live Show 架空のソプラノ) | 21-01-1997 |
| 6   | Interactive Live Show 2000 Philosopher's Propeller Version 1.4 (Interactive Live Show 2000 賢者のプロペラ Version 1.4, Interactive Live Show 2000 Kenja no Puropera Version 1.4) | 05-05-2001 |
| 7   | Hirasawa Energy Works LIVE SOLAR RAY | 24-09-2002 |
| 8   | Interactive Live Show 2003 Limbo-54 | 26-11-2003 |
| 9   | Interactive Live Show 1995 SIM CITY | 26-11-2003 |
| 10  | LIVE VISTORON / KAKU P-MODEL | 01-04-2005 |
| 11  | Interactive Live Show 2006 Live Byakkoya | 31-10-2007 |
| 12  | Interactive Live Show 1996 Live SIREN | 31-10-2007 |
| 13  | PHONON 2550 VISION | 10-10-2008 |
| 14  | PHONON 2551 VISION | 15-09-2009 |
| 15  | ENDING ERROR / P-MODEL | 15-09-2009 |
| 16  | Interactive Live Show 2009 LIVE Planet Roll Call | 10-02-2010 |
| 17  | PHONON 2553 VISION | 30-05-2011 |

- Bibsys: 15044821
- Biblioteca Nacional de España: XX1795895
- Bibliothèque nationale de France: cb14645280t (data)
- CiNii: DA01575121
- Gemeinsame Normdatei: 1099857392
- International Standard Name Identifier: 0000 0000 5941 5033
- MusicBrainz: 31e7b30b-f960-408f-908b-c8e277308eab
- Bibliotheek van het Japanse parlement: 01144767
- Système universitaire de documentation: 14324325X
- Virtual International Authority File: 15030796